# 事奉聖禮

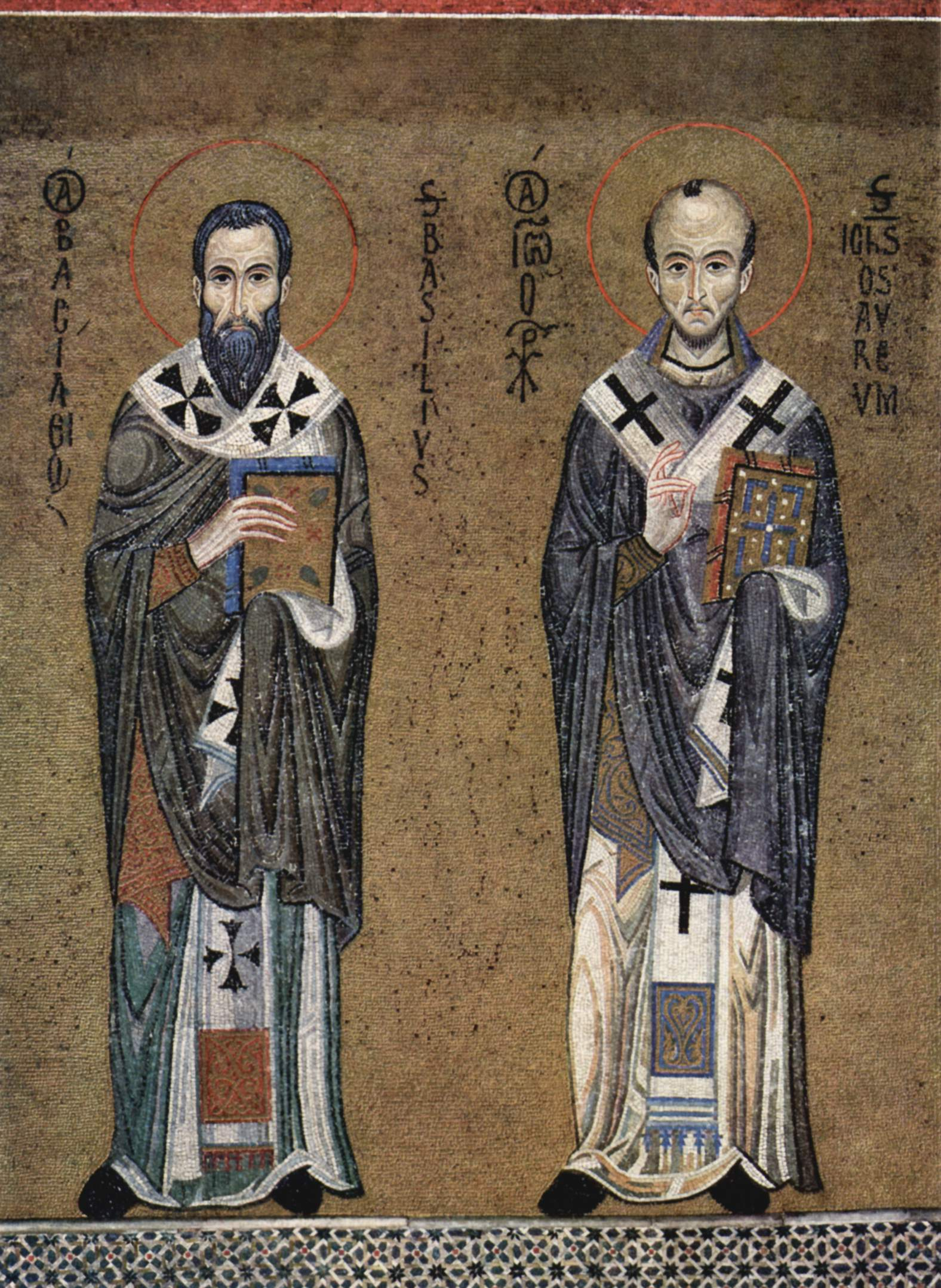
聖巴西流 (左) 和聖金口約安的聖像畫, 二人為事奉聖禮的奠基者，(巴勒莫帕拉提那禮拜堂內鑲嵌畫像，约1150年代)。

事奉聖禮（羅馬化：Theia Leitourgia）為東方禮基督教會如東正教會，東方正統教會，東儀天主教會，新教東儀路德宗等教會的聖體聖事，地位和內容和天主教的彌撒類似，為東方禮基督教會最重要的聖禮。
事奉聖禮可追溯至早期基督宗教時期（使徒時期），並在西元4-5世紀左右初見雛形，其主要儀式傳承至今。全體信徒在教堂中集會，在使徒，聖人，天使的聖像的環繞下對上帝進行祭拜並進行神聖共融（聖餐）的一種祭祀儀式，屬於聖禮之一並且是最重要的聖禮。事奉聖禮由早期猶太教祭祀儀式發展而來，並且保留了象徵早期基督教時期傳統的步驟，如“幕道事奉儀式”（Liturgy of the Catechumens）為紀念早期基督教地下傳播時期在秘密場所誦讀聖經傳道。在“信眾事奉儀式”（Liturgy of the Faithful）為紀念最後的晚餐而舉行的領受聖體血儀式。然而東方基督教認為，事奉聖禮不僅僅是象徵性的。隨著神父對餅和酒進行祝聖，基督的體和血通過某種奧秘，存在於餅和酒之中，和領受的信徒達成神聖的共融。和天主教的觀點不同，東正教認為餅和酒轉變爲聖體聖血的奧秘是人類理性無法理解的。
隨著時代發展，執東方禮的各教會在事奉聖禮細節上有所不同，但整體上保持一致。西儀正教會雖然與其他東正教會共融，但採用拉丁彌撒禮，不屬於事奉聖禮。

## 拜占庭禮
拜占庭禮事奉聖禮是最為普遍的一種形式。採納該形式的有東正教下除西儀正教會外全部的正教會，部分東方正統教會，東儀天主教會和一些新教教派。拜占庭禮事奉聖禮有以下幾種形式：
- 聖金口約翰事奉聖禮：確立於公元5世紀，為東正教會事奉聖禮的常規形式，亦用做聖母領報日之晚禱。
- 聖巴西流事奉聖禮：為現存事奉聖禮中歷史最為悠久者，確立於公元4世紀，現時仍為東方正統教會之科普特正教會常規聖禮。東正教會亦在四十天大齋期，聖巴西流日（1月1日）以及平安夜，耶穌洗禮日，濯足節和聖週六四個節日的晚禱舉行。有些教會亦會在聖十字架日舉行該聖禮。每年共舉行10次。
- 預祭聖餐事奉聖禮：據傳由額我略一世或塞維魯確立於公元6世紀。現舉行於大齋期之週三，週五，耶穌受難周之前三日舉行，亦用於部分晚禱禮儀。該聖禮中並不祝聖餅和酒為聖體血，而是讓信徒領受前一次事奉聖禮所祝聖所剩餘並保存下的聖體血。

除上述三種最常見的形式外，還有一些東方禮教會採用聖詹姆斯事奉聖禮和聖馬可事奉聖禮。

### 流程
拜占庭禮事奉聖禮流程固定，經文誦讀和聖詩吟唱的內容則根據時令和節日有所不同。聖金口約翰和聖巴西流儀式均分為以下三個環節：
- 預備儀式：由神父和助祭在教堂的聖殿內部完成，目的是紀念早期基督教時期的秘密舉行的儀式。神職人員進入教堂並在聖殿內進行禮服穿戴和聖禮預備的過程。
- 慕道友事奉儀式：早期基督教時期非基督徒慕道友或獲罪的信徒僅獲準許參與的儀式，後該流程被保留至今。
- 信眾事奉儀式：早期基督教時期僅有經洗禮並且表現良好的信眾獲準參與的儀式，並在儀式中領聖體血。現今該儀式對所有人開放，但僅有前者允許領受聖體血。

### 預備儀式
預備禮儀英文為Prothesis（直译：「公開擺放」），又稱Proskomedia（直译：「奉獻」）。

### 慕道友事奉儀式
- 開場祝福
- 大連禱
- 第一唱合頌
- 小連禱
- 第二唱合頌
- 獨子頌
- 小連禱
- 第三唱合頌
- 小進堂禮
- 進堂頌
- 小赞词和集禱頌
- 三聖頌
- 宗徒經前聖詠（Prokeimenon）
- 聖經書信篇頌讀
- 阿利路伊亞復頌
- 新約福音書頌讀
- 熱誠連禱（Litany of Fervent Supplication）
- 求安息連禱（Litany for the Departed）
- 慕道友連禱（Litany of the Catechumens）

慕道友事奉儀式結束後，輔祭通常會發布如下命令“慕道友們，請離開教堂”。在早期基督教時代，慕道友會在此時退場。今日東正教已不再要求慕道友退場，但此命令仍然被保留了下來。